# 3288 Seleucus
3288 Seleucus è un asteroide near-Earth del diametro medio di circa 2,8 km. Scoperto nel 1982, presenta un'orbita caratterizzata da un semiasse maggiore pari a 2,0328973 UA e da un'eccentricità di 0,4562789, inclinata di 5,93060° rispetto all'eclittica.
Dal 29 settembre al 27 dicembre 1985, quando 3317 Paris ricevette la denominazione ufficiale, è stato l'asteroide denominato con il più alto numero ordinale. Prima della sua denominazione, il primato era di 3254 Bus.
L'asteroide è dedicato a Seleuco I, sovrano dell'antica Macedonia.